# Muellama
El muellama (o muellamués) és una llengua morta de la família de les llengües barbacoanes que abans es parlava a Colòmbia. El muellama pot haver estat un dels darrers dialectes que es conserven de la llengua pasto, i es coneix per una breu llista de vocabulari recollit durant el segle xix, que revela que era similar al modern Awá Pit.